# Колібрі гачкодзьобий
Колі́брі гачкодзьобий (Androdon aequatorialis) — вид серпокрильцеподібних птахів родини колібрієвих (Trochilidae). Мешкає в Панамі, Колумбії і Еквадорі. Це єдиний представник монотипового роду Гачкодзьобий колібрі (Androdon).

## Опис

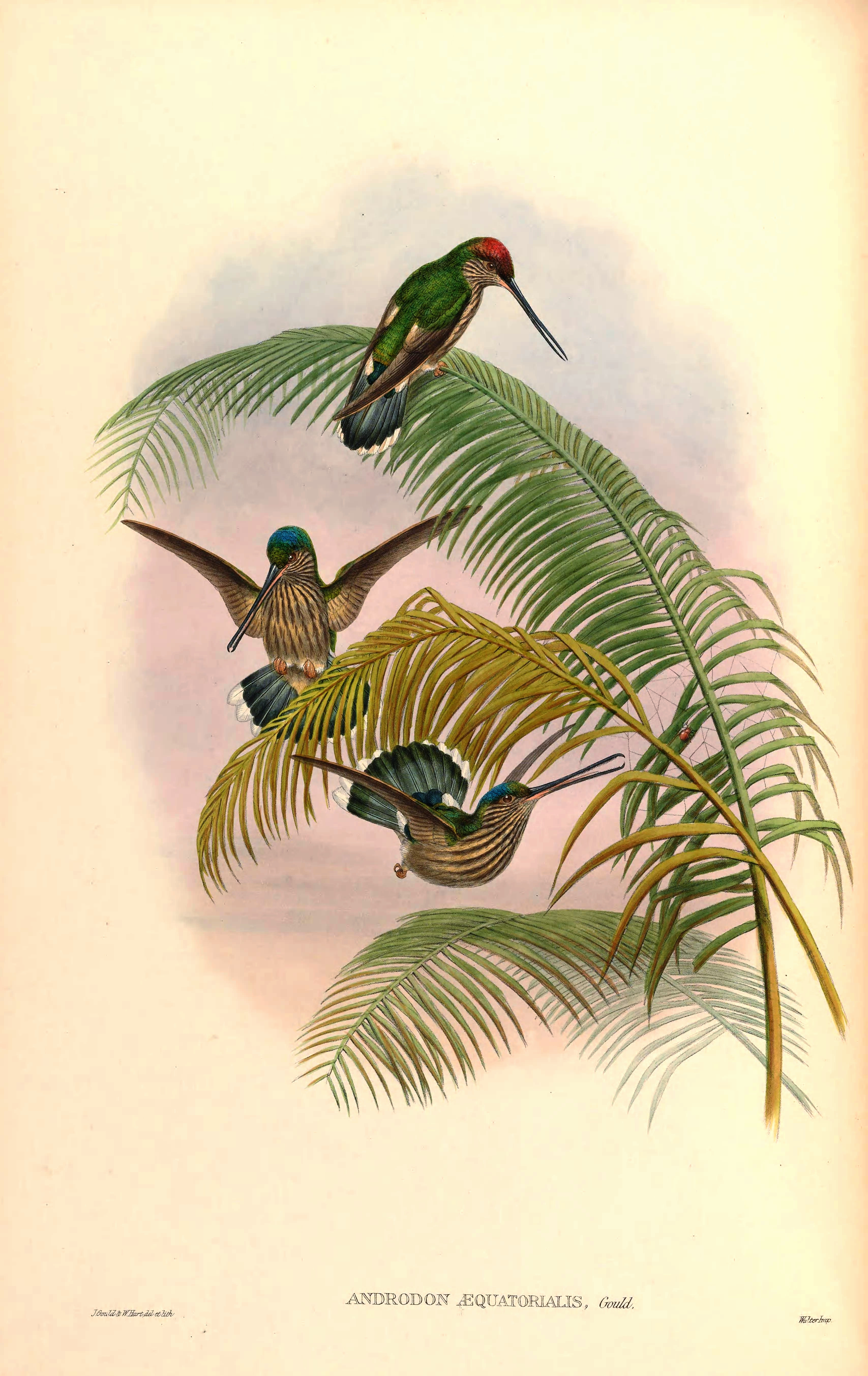
Гачкодзьобі колібрі

Довжина птаха становить 13,2–14,2 см, враховуючи довгий дзьоб, самці важать 9 г, самиці 5,5-7 г. У самців верхня частина голови і надхвістя мідно-червона, решта верхньої частини тіла бронзово-зелена. На надхвісті помітна біла смуга. Хвіст округлої форми, сірувато-зелений з чорною смугою на кінці і білим кінчиком. Нижня частина тіла у них білувата, горло і живіт поцятковані широкими чорними смугами. Дзьоб довгий, прямий, довжиною 41 мм, зверху чорний, знизу жовтий. На кінці дзьоба знаходиться невеликий гачок, на внутрішній частині дзьоба є зубчасті виступи. 
Самиці мають менш яскраве забарвлення, особливо на тімені, нижня частина тіла у них менш смугаста. Забарвлення молодих птахів є подібне до забарвлення самиць, однак потилиця у них синьо-зелена.

## Поширення і екологія
Гачкодзьобі колібрі мешкають на крайньому сході Панами (Дар'єн), на заході Колумбії і північному заході Еквадору (на південь до Санто-Домінго-де-лос-Тсачилас). Вони живуть у вологих рівнинних тропічних лісах, на узліссях та у вторинних заростях. В Панамі зустрічаються на висоті від 750 до 1550 м над рівнем моря, в Еквадорі на висоті від 100 до 800 м над рівнем моря.
Гачкодзьобі колібрі живляться нектаром квітучих рослин, зокрема з родин вересових і геснерієвих, а також дрібними комахами і павуками, яких збирають з листя. Вони шукають жу в усіх ярусах лісу, рухаючись за певним маршрутом. Під час живлення нектаром птахи зависають в повітрі. Сезон розмноження у них триває переважно з січня по травень. В цей період самці збираються на токовищах, що незвично для більшості колібрієвих, за винятком ермітних.